# Майнашафф
Майнашафф (нім. Mainaschaff) — громада в Німеччині, розташована в землі Баварія. Підпорядковується адміністративному округу Нижня Франконія. Входить до складу району Ашаффенбург.
Площа — 7,31 км2. Населення становить 8999 ос. (станом на 31 грудня 2020).